# Museo de Arte Sacro de Bembibre
El Museo de Arte Sacro de Bembibre, también conocido como Museo de Arte Sacro “El Santo” o Museo de la Semana Santa, ubicado en la Villa de Bembibre, se sitúa en el antiguo emplazamiento del Museo "Alto Bierzo", anteriormente las antiguas escuelas municipales y, retrocediendo aún más en el tiempo, la ermita de San Antonio Abad, que desapareció a finales del siglo XVIII, teniendo pues desde un principio una clara vocación religiosa, formacional, museística.

## Historia
Ante la insistencia del actual mayordomo de la Cofradía de los Hermanos del Santo Ecce Homo, sucesora de la hermandad de la Santa Resurrección y Vera Cruz, de quien depende esta instalación museística, y siendo alcalde de la Villa de Bembibre D. Jesús Esteban, se consigue la cesión del ayuntamiento para la instalación del museo, una instalación en que recoger todos los pasos que no están al culto en el Santuario.
Tras las oportunas labores de acondicionamiento, abre al público en marzo del año 2009, acudiendo a su inauguración el obispo de Astorga, hecho que se rememora en una placa alusiva, placa que es complementada en septiembre de 2013 con otra placa de homenaje a Dª Ángeles Alonso, fundadora del primer Museo "Alto Bierzo" y el «Taller de Costura».

## Exposición
La finalidad primordial de la instalación museística es dar a conocer el legado artístico e iconográfico que antes se custodiaba en el Santuario, así como algunos de los pasos que se procesionan durante la Semana Santa, con una cronología que va del siglo XVII al siglo XX, siendo la talla más preciada la de Jesús Nazareno, del siglo XVII, una imagen de vestir, de gran realismo, que tuvo en su día altar propio en el Oratorio y que ahora se integra en el paso de la Verónica. Unos pasos que se complementan con dos de San Juan, la carroza, los pasos del Trompetero y otros.
Complementan la exposición diversas vestiduras talares y otros ornamentos junto con diversos objetos, unos objetos procedentes de las donaciones que los fieles, a modo de agradecimiento por los favores recibidos del "Santo", le entregasen como ofrenda, dádivas de muy diferente naturaleza, entre ellas, y que han llegado hasta nuestros días, piezas de orfebrería, como insignias, cetros y cruces, entre las que destaca un portaformas del año 1675 y una singular lámpara de plata del siglo XIX.

### El pendón

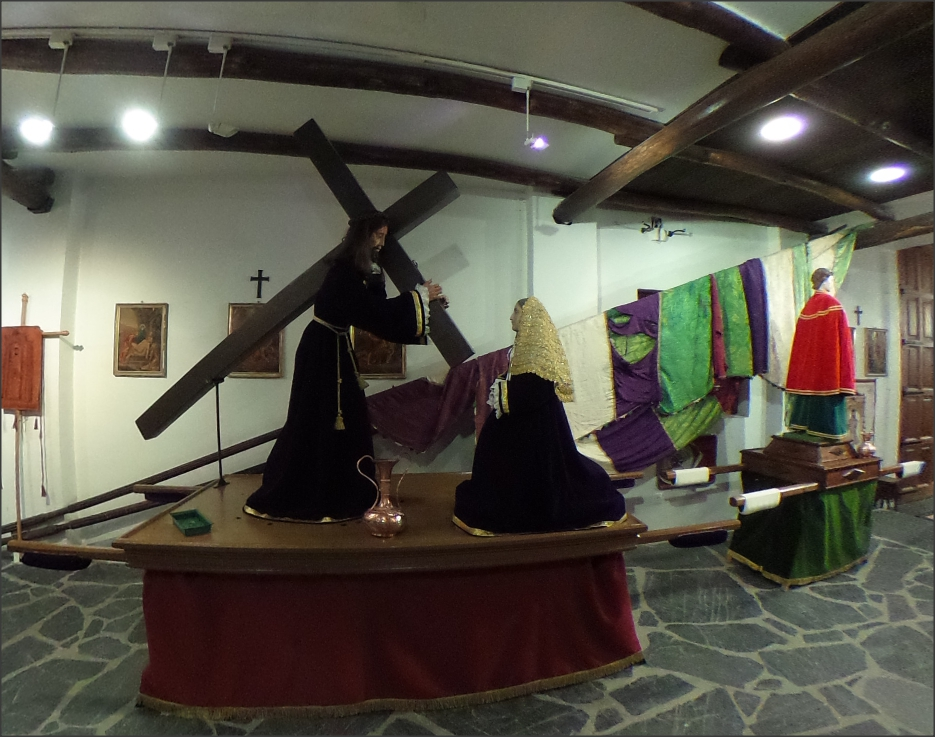
Pasos y pendón
[https://tools.wmflabs.org/panoviewer/#Museo_de_Arte_Sacro_de_Bembibre_%E2%80%93_Espacio_central_y_pend%C3%B3n.jpg Pulse para visión omniorámica

El viejo pendón del primer tercio del siglo XX, la carroza realizada en el Taller de "Zacarías López" de Madrid en 1931, varias bulas e indulgencias que dan fe de los prodigios obrados por el Santo Ecce-Homo, ornamentos y vestiduras sacras, junto con un bellísimo crucificado de marfil, obsequio de la familia Villarejo, complementan la exposición permanente.

### Catafalco

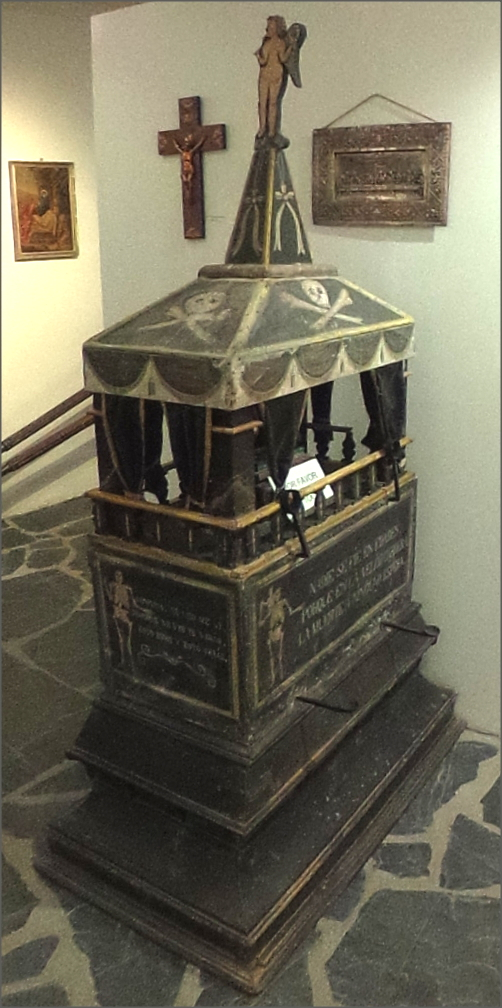
Catafalco con jaculatorias
[https://tools.wmflabs.org/panoviewer/#Museo_de_Arte_Sacro_de_Bembibre_-_Espacio_de_fondo.jpg Pulse para visión omniorámica

Dentro de los adminículos devocionales, llama la atención un antiguo y pequeño catafalco del siglo XIX, que se mostraba con cuatro hachones en las ceremonias de difuntos, tales como funerales y cabos de año. Es una pieza singular, reflejo del costumbrismo tremendista de una época, y en cuyos laterales se pueden leer varias jaculatorias, complementadas, y para mayor impresión, con la figura pintada de un esqueleto, al que se supone dicente de tales frases.

"Conforme te veo me vi,
Conforme me ves te verás,
esto eres y esto serás".

"No me ha de quedar ninguno
de cuantos vivos encierra
el ámbito de la tierra ".

"Nadie se fíe en edades
porque en la veloz carrera
la muerte a ninguno espera ".

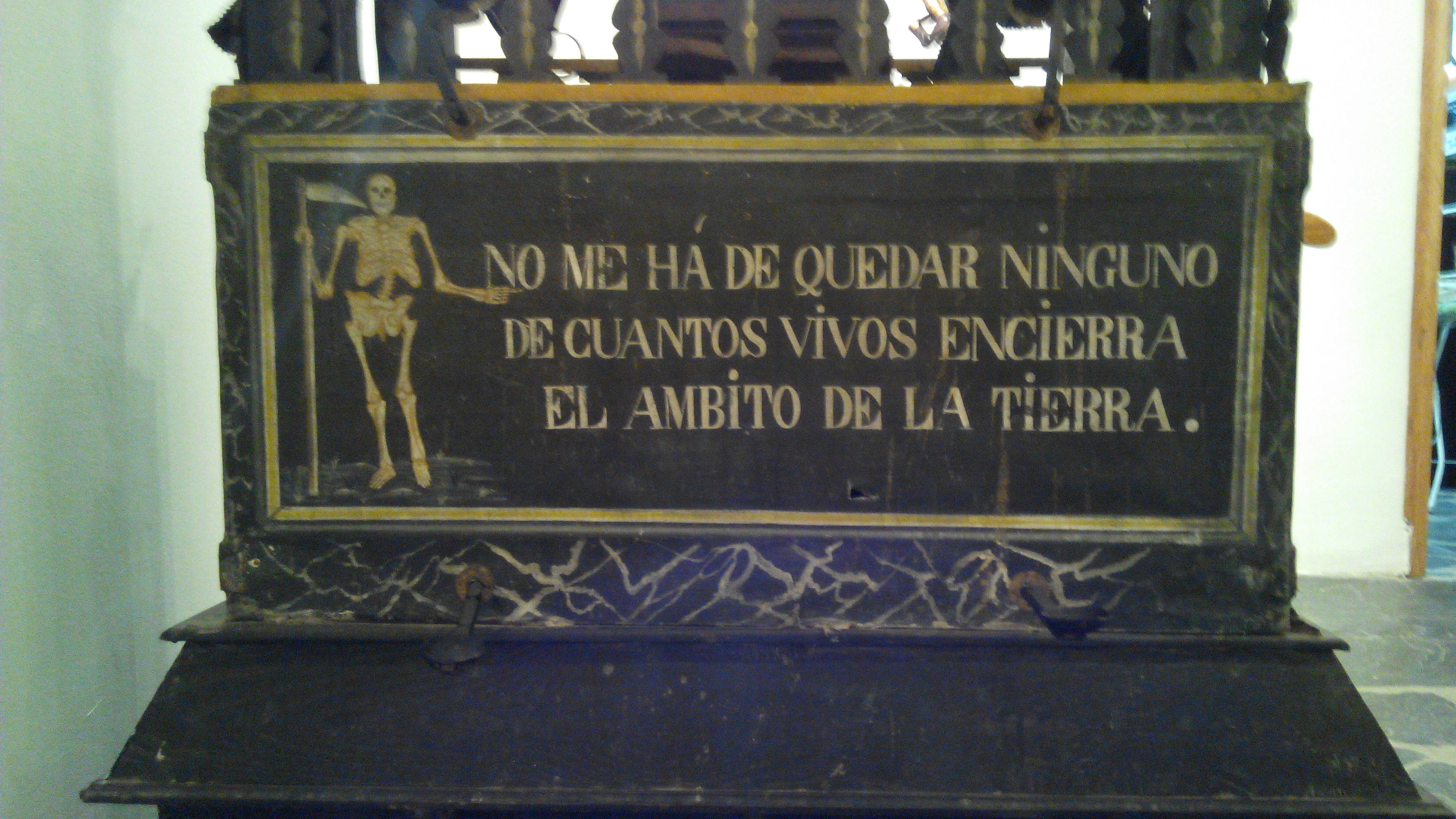
Jaculatoria izquierda
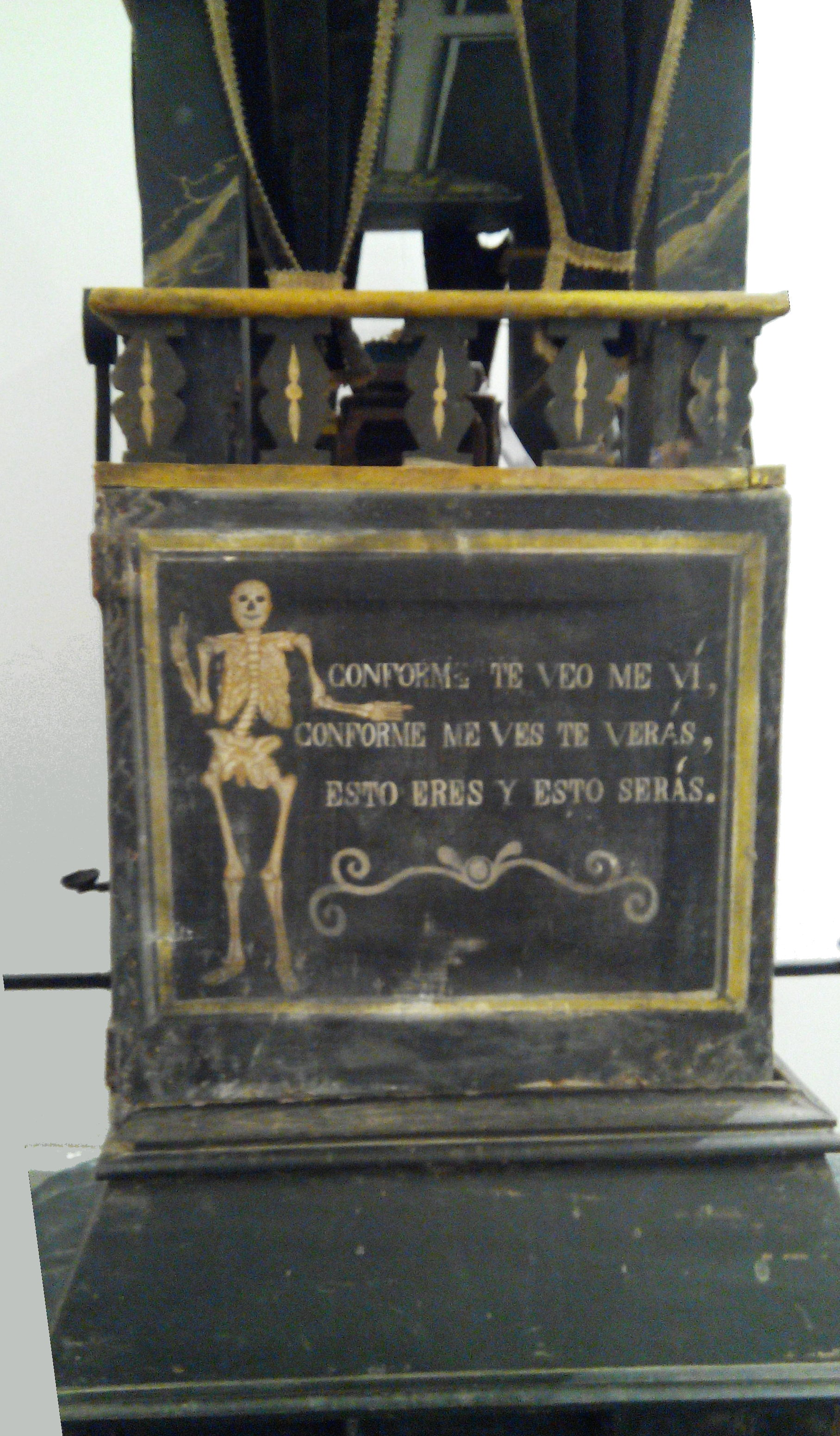
Frontal
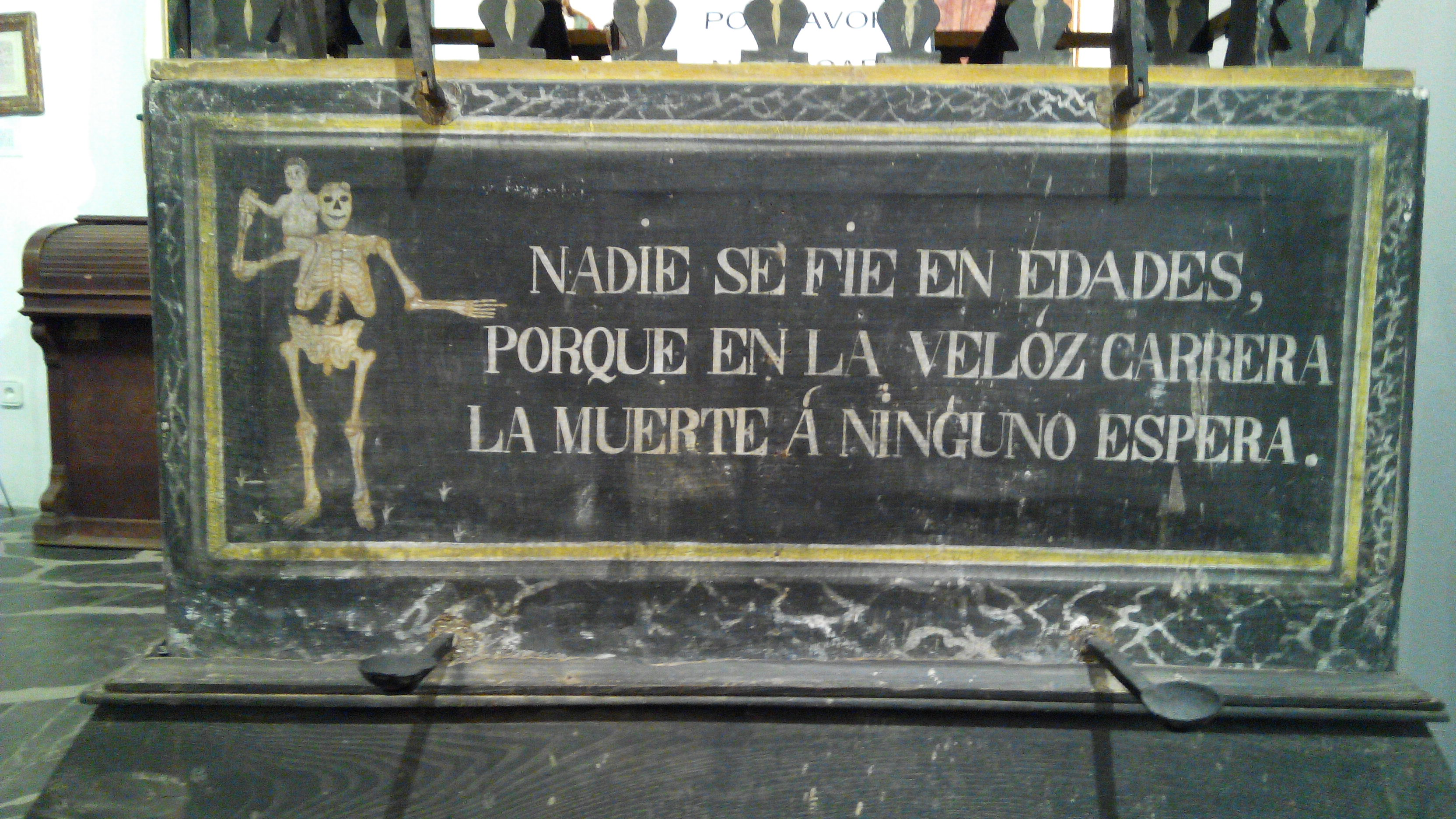
Jaculatoria derecha

### La actualidad
En épocas modernas también se realizan ofrendas, no tan tremendistas ni necesariamente con motivos religiosos, en cuanto a símbolos u objetos, como las que realiza el Club Polideportivo Bembibre tras sus triunfos, actualmente Embutidos Pajariel Bembibre en la máxima categoría de la Liga Femenina de Baloncesto de España, cuyas ofrendas, como bufandas o simples balones firmados, son conservadas en el museo.

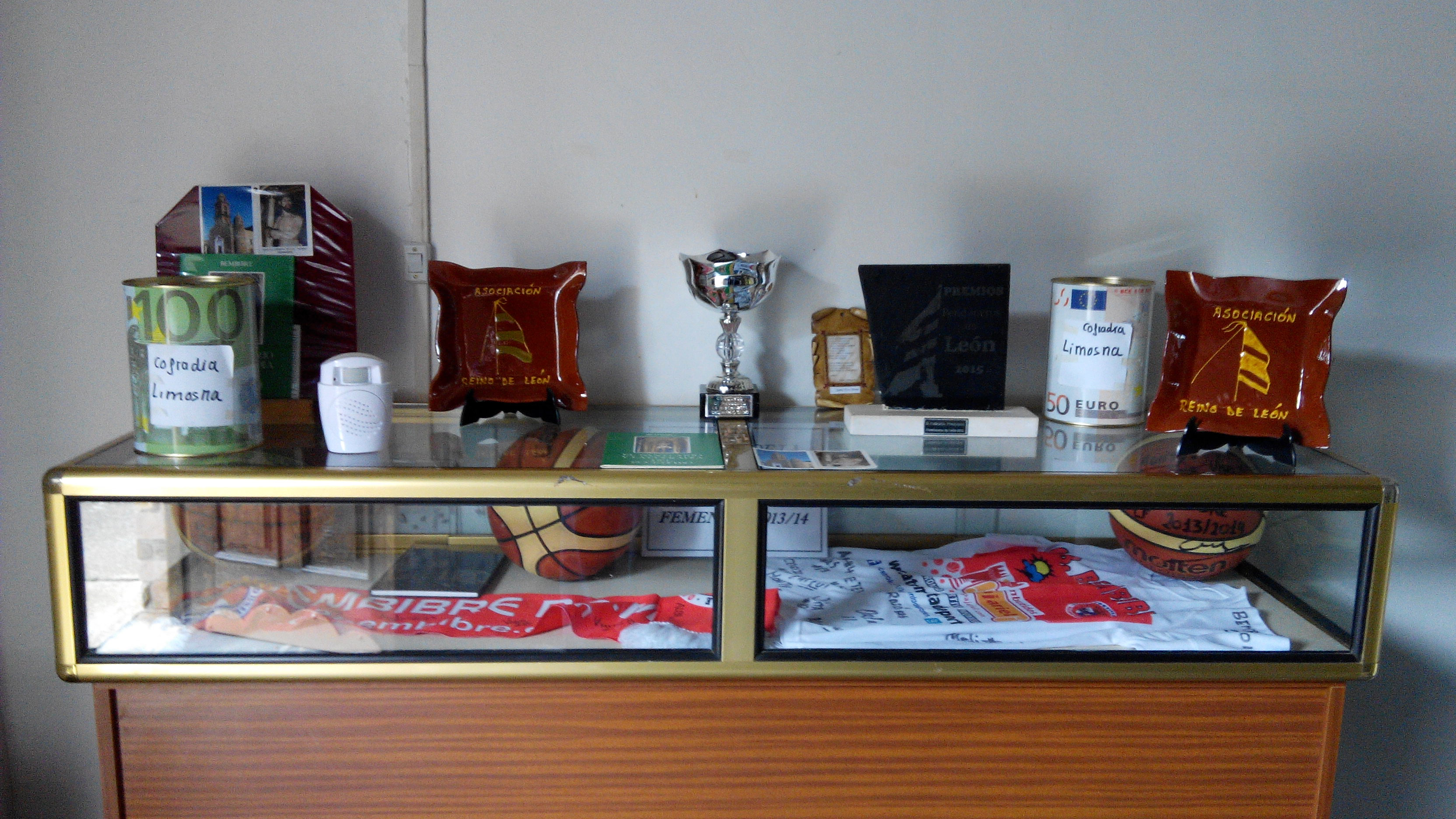
Ofrendas y recuerdos

## Taller
Uno de los elementos fundamentales de este museo es su taller de costura y confección, el «Taller de Costura», en el que diversas personas, la mayoría mujeres, de forma totalmente voluntaria y desinteresada, dedican un tiempo y un saber a mantener los ornamentos, vestiduras y todo tipo de elementos, tanto del museo como del "Santo", en unas condiciones óptimas para su uso y lucimiento, coadyuvando, así mismo, a mantener costumbres y artes tan necesarios en la conservación de este tipo de piezas museísticas en forma adecuada a los requerimientos históricos y religiosos.
Unas labores que, junto a las realizadas por otras personas, permite afirmar que el templo está ahora radiante, limpísimo, gracias a la dedicación de las llamadas "camareras del Santo", que merecen todo el reconocimiento de los fieles, algo perfectamente ampliable al Museo de Arte Sacro de Bembibre.

## Visitas
Las visitas se realizan concertando cita a través del número telefónico +34 635 265 472